# Beatyfikowani i kanonizowani przez Grzegorza XVI
Beatyfikowani i kanonizowani przez Grzegorza XVI – święci i błogosławieni wyniesieni na ołtarze w czasie pontyfikatu Grzegorza XVI.

## 1831
- Bł. Heinrich Seuse

## 1833
- Bł. Gerard z Villamagna (zatwierdzenie kultu)

19 marca
- Bł. Szymon Rinalducci z Todi (zatwierdzenie kultu)

## 1834
- Bł. Krystyna ze Spoleto (zatwierdzenie kultu)

2 czerwca
- Św. Artald (zatwierdzenie kultu)
- Bł. Manes Guzmán (zatwierdzenie kultu)

31 sierpnia
- Bł. Sebastian Valfrè

## 1835
- Bł. Jan Becchetti (zatwierdzenie kultu)

## 1837
- Bł. Jan Dominici

30 stycznia
- Św. Filomena

29 października
- Bł. Marcin de Porrès

## 1838
- Bł. Humbert III Sabaudzki (zatwierdzenie kultu)
- Bł. Jordan z Pizy

## 1839
- Bł. Ludwika Sabaudzka (zatwierdzenie kultu)

26 maja
- Św. Alfons Maria Liguori
- Św. Franciszek de Hieronimo
- Św. Jan Józef od Krzyża
- Św. Pacyfik z San Severino
- Św. Weronika Giuliani

23 sierpnia
- Bł. Bronisława (zatwierdzenie kultu)

20 września
- Bł. Marek z Montegallo (zatwierdzenie kultu)

## 1841
- Bł. Krystyna Ciccarelli (zatwierdzenie kultu)

15 stycznia
- Bł. Fortunat z Neapolu (zatwierdzenie kultu)

10 grudnia
- Bł. Alojzy Rabata (zatwierdzenie kultu)

## 1843
7 kwietnia
- Bł. Kamila Baptysta Varano

12 listopada
- Bł. Maria Franciszka od Pięciu Ran Jezusa